# 尤利烏斯·瓦倫斯·李錫尼亞努斯
尤利乌斯·瓦伦斯·李锡尼亚努斯（拉丁語：Iulius Valens Licinianus，？—250年）是公元250年罗马帝国的竄位者。曾担任元老的李锡尼亚努斯拥有罗马元老院的支持，而当他发动针对德西乌斯的叛乱时（彼时德西乌斯正忙于针对哥特人的战争）也获得了部分民众的支持。然而，他的叛乱行动遭到了被德西乌斯指派坐镇罗马的瓦勒良的镇压。
与老瓦伦斯类似，李锡尼亚努斯也是皇帝德西乌斯忙于哥特人战争时试图篡夺罗马最高权力的人之一，但同样落得了迅速兵败并被处死的命运。

## 來源
1. ↑  维克多, Liber de Caesaribus, 29.3; Epitome de Caesaribus（英语：Epitome de Caesaribus）, 29.5

- Nathan, Geoffrey, and Robin McMahon, "Trajan Decius (249-251 A.D.) and Usurpers During His Reign", De Imperatoribus Romanis（页面存档备份，存于）